# Allothoracaphis piyananensis
Allothoracaphis piyananensis är en insektsart som först beskrevs av Takahashi, R. 1935.  Allothoracaphis piyananensis ingår i släktet Allothoracaphis och familjen långrörsbladlöss. Inga underarter finns listade i Catalogue of Life.